# ФК Гранада
ФК Гранада (шп. Granada Club de Fútbol) је шпански фудбалски клуб из Гранаде, аутономна покрајина Андалузија. Основана је 14. априла 1931. год., тренутно наступа у Примери, где домаће мечеве игра на стадиону Лос Карменес.
ФК Гранада је наступала у 20 сезона Примере, а најбољи пласман им је шесто место у сезонама 1971/72 и 1973/74. Играли су финале Купа краља 1959. год где су поражени од Барселоне резултатом 4-1.
Клуб у просеку има око 14.000 посетилаца. Градоначелник Гранаде Хосе Торес Хуртадо обећао је изградњу новог стадиона капацитета 40,000 места ако екипа остане у Примери. Али због економске кризе изградња је немогућа у овом тренутку.
Гранада је трећи клуб из Андалузије после Бетиса и Севиље који се пласирао у Примеру, у сезони 1941/42.

## ФК Гранада у европским такмичењима
| Сезона   | Такмичење   | Коло            | Клуб               | Дом. | Гост | Укупно   |
| -------- | ----------- | --------------- | ------------------ | ---- | ---- | -------- |
| 2020/21. | Лига Европе | 2. коло кв.     | Теута Драч         | Н/Д  | 4:0  | 4–0      |
| 2020/21. | Лига Европе | 3. коло кв.     | Локомотива Тбилиси | 2:0  | Н/Д  | 2–0      |
| 2020/21. | Лига Европе | плеј-оф         | Малме              | Н/Д  | 3:1  | 3–1      |
| 2020/21. | Лига Европе | Група Е         | ПСВ                | 0:1  | 2:1  | 2. место |
| 2020/21. | Лига Европе | Група Е         | ПАОК               | 0:0  | 0:0  | 2. место |
| 2020/21. | Лига Европе | Група Е         | Омонија            | 2:1  | 2:0  | 2. место |
| 2020/21. | Лига Европе | шеснаест финале | Наполи             | 2:0  | 1:2  | 3–2      |
| 2020/21. | Лига Европе | осмина финала   | Молде              | 2:0  | 1:2  | 3–2      |
| 2020/21. | Лига Европе | четвртфинале    | Манчестер јунајтед | 0:2  | 0:2  | 0–4      |

## Састав тима
Ажурирано: 27. маја 2020.
| Бр. |             | Позиција | Играч                                  |
| --- | ----------- | -------- | -------------------------------------- |
| 1   | Португалија | С        | Руи Силва                              |
| 2   | Француска   | О        | Димитри Фулкије                        |
| 3   | Шпанија     | О        | Алекс Мартинез                         |
| 4   | Француска   | Г        | Максим Гоналон (на позајмици из Рома)  |
| 5   | Шпанија     | О        | Хозе Мартинез (на позајмици из Ејбара) |
| 6   | Шпанија     | О        | Херман Санчез                          |
| 7   | Шпанија     | Н        | Алваро Вадиљо                          |
| 8   | Камерун     | Г        | Јан Брајс                              |
| 9   | Шпанија     | Н        | Роберто Солдадо                        |
| 10  | Шпанија     | Н        | Антонио Пуертас                        |
| 11  | Турска      | О        | Исмаил Кейбаши                         |
| 12  | Нигерија    | Г        | Рамон Азиз                             |
| 13  | Шпанија     | С        | Арон Ександел                          |

| Бр. |             | Позиција | Играч                                         |
| --- | ----------- | -------- | --------------------------------------------- |
| 14  | Шпанија     | Н        | Феде Вико                                     |
| 15  | Шпанија     | О        | Карлос Нева                                   |
| 16  | Шпанија     | О        | Виктор Дијаз Мигел ((капитен))                |
| 17  | Португалија | Н        | Жил Дијаш (на позајмици из Монако)            |
| 17  | Шпанија     | О        | Квини                                         |
| 18  | Колумбија   | О        | Нејдер Лозано                                 |
| 18  | Шпанија     | Н        | Антоњин                                       |
| 19  | Шпанија     | Г        | Анхел Монторо                                 |
| 20  | Шпанија     | О        | Хесус Ваљехо (на позајмици из Реал Мадрид)    |
| 21  | Венецуела   | Г        | Јангел Ерера (на позајмици из Манчестер Сити) |
| 22  | Португалија | О        | Домингос Дуарте                               |
| 23  | Венецуела   | Н        | Дарвин Мачис                                  |
| 24  | Шпанија     | Н        | Карлос Фернандес (на позајмици из Севиља)     |

### На позајмици
| Бр. |         | Позиција | Играч                       |
| --- | ------- | -------- | --------------------------- |
| —   | Шпанија | О        | Бернардо Круз (у Нумансија) |

| Бр. |         | Позиција | Играч                             |
| --- | ------- | -------- | --------------------------------- |
| —   | Шпанија | С        | Хозе Антонио Гонсалез (у Кордоба) |